# Petra Majdič
Petra Majdič [pétra májdič], slovenska smučarska tekačica, * 22. december 1979, Dol pri Ljubljani.
Petra Majdič je najuspešnejša slovenska smučarska tekačica vseh časov. Najboljše rezultate je dosegala na tekmah v klasični tehniki. V Svetovnem pokalu je osvojila 24 zmag, od tega kar 20 v šprintu, kar jo uvršča na drugo mesto najboljših šprinterk v zgodovini Svetovnega pokala. Bila je prva slovenska tekačica z zmago v Svetovnem pokalu, prva z medaljo iz Svetovnih prvenstev ter prva, ki je medaljo osvojila na olimpijskih igrah. Z 24 zmagami je uvrščena na četrto mesto najuspešnejših tekmovalk v Svetovnem pokalu. Trikrat ji je pripadel naziv slovenske športnice leta, leta 2007 pa je prejela tudi Bloudkovo nagrado tj. najvišje državno priznanje na področju športa.
11. januarja 2011 je bila razglašena za Slovenko leta 2010, ki jo izbirajo bralci Jane, najstarejše slovenske ženske revije.
Leta 2011 je bila poleg Francija Petka imenovana za ambasadorko svetovnega nordijskega prvenstva v Planici 2017 za katerega je kandidirala SZS (Smučarska zveza Slovenije).

## Športna kariera

### Začetek in prvi del kariere
Na mednarodnih tekmovanjih je debitirala januarja 1998 na tekmi evropskega pokala v Furtwangnu, kjer je bila trinajsta na tekmi na 5 km. Decembra istega leta je dosegla prvo uvrstitev na stopničke v evropskem pokalu s tretjim mestom na tekmi na 10 km v Gomsu. Na mladinskem svetovnem prvenstvu 1999 je v Saalfeldnu osvojila šesto mesto na tekmi na 5 km. Novembra tega leta je debitirala tudi na tekmi svetovnega pokala v Kiruni, kjer je v tekmi na 5 km zasedla 64. mesto. Tri mesece kasneje je osvojila prvo točko svetovnega pokala s 30. mestom na tekmi na 10 km v Falunu. Mesec dni kasneje je svojo najboljšo uvrstitev kariere popravila na 20 mesto, na tekmi na 5 km v Bormiu. Naslednji veliki mejnik kariere je dosegla februarja 2001 na šprinterski tekmi v Asiagu, ko je s 3. mestom dosegla svojo prvo uvrstitev na stopničke. Na Svetovnem prvenstvu 2001 v Lahtiju je najboljši rezultat dosegla na tekmi na 15 km, kjer je bila 14. 
Leta 2002 je debitirala na Zimskih olimpijskih igrah v Salt Lake Cityju, kjer je v zasledovalni tekmi osvojila 7. mesto, v tekmi na 10 km osmo mesto, v štafeti pa je bila z reprezentanco 9. Istega leta je osvojila zlato medaljo na Vojaškem svetovnem prvenstvu v Kranjski Gori. Na Svetovnem prvenstvu 2003 v Val di Fiemmeju je ponovno osvojila tri uvrstitve med prvo deseterico. V sledečih treh sezonah je dosegala konstantno dobre rezultate, toda brez res vrhunskih dosežkov. Na Zimske olimpijske igre 2006 v Torinu je prišla v dobri formi. Osvojila je 6. mesto na tekmi na 10 km in 8. mesto v šprintu. Kmalu po olimpijadi je dosegla svojo prvo zmago kariere na špinterski tekmi v Drammnu. V Andermattu je ubranila zmago na Vojaškem svetovnem prvenstvu.
V sezoni 2006/07 je po nekaj slabših sezonah ponovno posegla po najvišjih mestih v Svetovnem pokalu. V Kuusamu in Stockholmu je dosegla zmagi v šprintu, ob tem pa še tri uvrstitve na stopničke in etapno zmago na Tour de Skiju. V skupnem seštevku Svetovnega pokala je osvojila 4. mesto, v špintih pa je bila druga le za Virpi Kuitunen. Na Svetovnem prvenstvu 2007 je osvojila prvo slovensko medaljo v smučarskem teku z drugim mestom v šprintu, v tekmi na 30 km pa je bila peta.
V sezoni 2007/08 je dosegla tri zmage v šprintu, ponovno v Kuusamu, ob tem pa še v Canmoru in Otepääju, kar je bilo dovolj za prvi mali kristalni globus v šprintu, nov mejnik v slovenskem smučarskem teku. V svoji najuspešnejši sezoni (2008/09) je v Svetovnem pokalu kot serijska zmagovalka devetkrat stala na najvišji stopnički, osvojila tudi prvo zmago na razdaljah v teku na 30 km v Trondheimu, ubranila mali kristalni globus v šprintu, spremenjen sistem točkovanja na Finalu Svetovnega pokala pa ji je onemogočil osvojitev Velikega kristalnega globusa. V boju skozi celotno sezono z Justyno Kowalczyk je tako osvojila drugo mesto. 
Naslednjo sezono je do olimpijade osvojila še štiri zmage. Čeprav je morala zaradi polomljenih reber izpustiti zadnji del tekmovanj, je Svetovni pokal vseeno končala na izjemnem tretjem mestu.

### Zimske olimpijske igre 2010
Petra Majdič se je kot največji slovenski up za olimpijsko kolajno udeležila Zimskih olimpijskih iger 2010 v Vancouvru. Najprej se je nameravala udeležiti teka na 10 km v drsalni tehniki, ki se je odvil v ponedeljek, 15. februarja, a ga je dan prej po pričakovanjih tudi uradno odpovedala, da bi moči raje prihranila za sprint dva dneva za tem. V sredo, 17. februarja, je na tekmi v smučarskih tekih, navkljub padcu na jutranjem ogrevanju osvojila bronasto medaljo v klasičnem sprintu posamično. Le nekaj minut pred kvalifikacijami je na ogrevalni vožnji v ostrem, poledenelem in nezaščitenem ovinku zletela s proge v trimetrsko jamo in si zlomila pet reber ter utrpela pnevmotoraks (eno rebro ji je predrlo pljuča), poleg tega je ob padcu zlomila tudi obe smučki in palici. Med tekom v kvalifikacijah je neprestano kričala od bolečin. Po kvalifikacijah, na katerih ji je vodstvo tekme ob privoljenju vseh trenerjev dovolilo nastopiti na koncu štartne liste, je zasedla 19. mesto, so jo odpeljali v bližnjo mobilno bolnišnico, kjer pa slikanje reber ni pokazalo zloma. Šele globinsko slikanje po finalu je pokazalo pravšnji obseg poškodb. S pomočjo protibolečinskih tablet se je nato udeležila četrtfinala, kjer je zmagala v svoji skupini, polfinala, kjer se je s četrtim mestom kot zadnja uvrstila v finale, in na koncu še finala. Tam je večji del tekme tekla na četrtem mestu, v zadnjem delu pa uspela prehiteti švedsko tekačico Anno Olsson in pred njo zadržati sedem desetink sekunde prednosti. Po vsakem nastopu se je nekaj metrov po ciljni črti zgrudila od bolečin. Na podelitev medalj so jo na glavni trg v Whistlerju pripeljali z reševalnim vozilom, kjer je s pomočjo spremljevalnega osebja in z drenažno cevko v prsnem košu stopila na oder za zmagovalce. Zaradi poškodbe je bil to njen edini olimpijski nastop v Vancouvru, saj se je morala odpovedati vsem naslednjim tekmam, vključno z njeno najljubšo disciplino teku na 30 kilometrov v klasični tehniki 27. februarja. Prav tako pa ni mogla nastopiti na zadnjem delu svetovnega tekaškega pokala v sezoni 2009/10. Petra je o svojem uspehu dejala: »Dosegla sem le bronasto medaljo, a zame je zlata z diamanti!« Komentator Wall Street Journala je zapisal, da so na novinarski konferenci, na kateri so bili ženski in moški dobitniki medalj, »novinarji ignorirali dobitnike zlatih in srebrnih kolajn in vprašanja namenjali le Petri Majdič, ki je trzala od bolečin«. To je prva slovenska posamična zimska olimpijska medalja po šestnajstih letih.
Le dva dneva po tekmi, 19. februarja, ji je slovenski predsednik Danilo Türk podelil zlati red za zasluge Republike Slovenije z obrazložitvijo »Petra Majdič je na tekmovanju v sprintu izkazala izjemno junaštvo, srčno borbo in izjemen uspeh na olimpijskih igrah ... Mlada generacija pa ima v Petri Majdič vzor velike športne osebnosti.«

Morda se res sliši preprosto, a lahko rečem, da je ta nagrada zame drugi popotresni sunek, ki je velikokrat še hujši kot potresni. In če pravim, da je bila ta bronasta medalja res nekaj posebnega, je ta nagrada zame še nekaj več v moji karieri. Mislim, da je to nagrada, ki je prerasla vse druge moje medalje

Petra Majdič
Tudi Kanadčani so počastili izjemen dosežek slovenske tekačice. Petra je namreč prejela najvišje kanadsko humanitarno priznanje, ki ga podeljuje fundacija Terryja Foxa za svoj junaški nastop na teh igrah in za osvojeno bronasto odličje.

### Povratek 2011
26. maja 2010 je sporočila težko pričakovano novico in sicer, da bo svojo kariero podaljšala še za vsaj eno leto, pod pogojem, da v njeni ekipi ostanejo dosedanji trener, Slovak Ivan Hudač ter italijanski serviser Gian-Luca Marcolini. Navdih in motivacijo je našla v velikem kristalnem globusu, ob tem pa priznala, da ga bo izredno težko doseči. Povedala je: »Predvsem to me je zmotilo, da se nisem poslovila v miru. Da nisem pomahala v slovo, ampak sem se bila prisiljena posloviti«. Tako je po poškodbi v Vancouvru začela intenzivno trenirati ter se pripravljati na prihajajočo sezono. Majdičeva je potrebovala le dve tekmi, da se je ponovno povzpela na zmagovalni oder; bila je druga v klasičnem šprintu v Kuusamu. Novembra in decembra ji ni uspelo zmagati, v januarju pa je dvignila svojo formo ter slavila trikrat. Na svetovnem prvenstvu v Oslu je osvojila bronasto medaljo v prostem šprintu. V marcu je nato zmagala še eno tekmo svetovnega pokala, njeno štiriindvajseto in tretjo v Stockholmu. S to zmago si je zagotovila še tretji mali kristalni globus za najboljšo šprinterko sezone.
20. marca 2011 se je po tekmah v Falunu tekmovalno upokojila, z napisom na zadnjici "Goodbye, I love you" (Zbogom, rada vas imam). Justyna Kowalczyk pa je na glavi nosila trak na katerem je pisalo "Goodbye Petra" (Zbogom Petra). Petra Majdič in Justyna Kowalczyk sta bili v svetovnem pokalu veliki prijateljici. Po zadnji tekmi za svetovni pokal v sezoni 2010/2011, ko je se je Petra Majdič poslovila, je športna televizija Euro Sport naredila intervju z Justyno Kowalczyk, kot zmagovalko svetovnega svetovnega pokala in takrat je Kowalczykova povedala da sta si bila z Petro zelo podobni, da sta bili izven tekmovalnih stez veliki prijateljici a na stezi največji tekmici, in da bo sedaj, ko je Petra odšla, v svetovnem pokalu ostala sama s "Skandinavkami".
Petra Majdič se je leta 2011 za zaključek svoje profesionalne in odlične športne kariere udeležila prestižne štiri-etapne tekme Tour de Barents, ki poteka na severu Evrope na Norveškem in Finskem. Na prvih treh tekmah (1. 5km klasično, 2. 10km prosto in 3. Klasični šprint 1,6km) je osvojila tri zmage in si s tem pritekla ogromno prednost za finalni vzpon Ounasvaara na katerem je ubranila prednost pred zasledovalkami in prvič v karieri osvojila etapno tekmo. Po končani tekmi so tekmovalci odtekli častni krog v čast Petri Majdič, Pirjo Muranen in Jaaku Maeju, ki so s to tekmo zaključili svoje profesionalne športne poti. 
V sezoni 2011, ko se je vrnila po zelo hudi poškodbi na ZOI v Vancouvru 2010, je osvojila tudi prvo slovensko kolajno iz velikih tekmovanj v prosti tehniki in sicer bronasto v prostem šprintu, pred tem pa je osvojila srebrno in bronasto medaljo v klasičnem šprintu. Prosta tehnika je bila njena slabša disciplina glede na to, da je najvišje rezultate (tudi eno zmago na maratonu na 30km v klasični tehniki v Trondheimu) dosegala v klasični tehniki, ki ji je bila ljubša, ampak kljub vsemu se je njena prosta tehnika iz leta v leto izboljševala in je zadnje tekme svetovnega pokala 2011 odtekla v prosti tehniki celo bolje, kot tiste v klasični. Seveda pa je bila uspešna tudi v prosti tehniki. Njena zadnja zmaga v prosti tehniki je bila ravno v disciplini, kjer bo za vedno ostala zapisana kot najboljša, kot kraljica šprinta. To zmago je dosegla na novoletni tekaški turneju Tour de Ski 2011, v Toblachu, ko je ciljno črto prečkala tik pred italijansko specialistko in svetovno prvakinjo v prostem šprintu iz Libereca 2009 Arriano Follis. To je bila njena druga od štirih zmag sezone in druga na turneji. Druga zmaga pa je bila prav tako v šprintu vendar v njej bolj priljubljeni klasični tehniki, kjer je ciljno črto prečkala z veliko prednostjo pred do tistega trenutka nepremagljivo na touru Poljakinjo Justyno Kowalczyk. V svoji zadnji sezoni pa je dosegla še dve zmagi, zmago na šprintu v Otepääju, njej najljubšem rizoriču tekem SP, v klasični tehniki in pa še eno zmago na enem izmed njej najljubših prizorišč poleg Kuusama in Otepääja v Stockholmu prav tako na klasičnem šprintu. To je bila tudi njena zadnja šprinterska zmaga in nasploh zadnja zmaga v njeni bogati in nadvse uspešni športni karieri.

## Po upokojitvi

### Biografski dokumentarec
Decembra 2011 je bil predstavljen enourni portretni dokumentarni film Petra športnega novinarja Marjana Fortina, ki je kot reporter s tekem v smučarskih tekih na RTV Slovenija spremljal njeno kariero. Fortin je napisal tudi knjigo z istim naslovom in podobno vsebino. Film prikazuje življenje Petre Majdič od malih nog, ko je začela s treningi, pa vse do zaključka športne kariere. Prikazano je njeno razmišljanje in priprave ter odzivi na rezultate in lastno kariero.

## Zasebno
Z Ivanom Hudačem ima dva otroka.

## Dosežki

### Zmage v svetovnem pokalu
| Sezona  | Datum             | Disciplina        | Prizorišče    | Država   |
| ------- | ----------------- | ----------------- | ------------- | -------- |
| 2005/06 | 6. marec 2006     | šprint - klasično | Drammen       | Norveška |
| 2006/07 | 25. november 2006 | šprint - klasično | Kuusamo       | Finska   |
| 2006/07 | 3. januar 2007    | 10 km - klasično  | Oberstdorf    | Nemčija  |
| 2006/07 | 21. marec 2007    | šprint - klasično | Stockholm     | Švedska  |
| 2007/08 | 1. december 2007  | šprint - klasično | Kuusamo       | Finska   |
| 2007/08 | 23. januar 2008   | šprint - klasično | Canmore       | Kanada   |
| 2007/08 | 10. februar 2008  | šprint - klasično | Otepää        | Estonija |
| 2008/09 | 29. november 2008 | šprint - klasično | Kuusamo       | Finska   |
| 2008/09 | 14. december 2008 | šprint - prosto   | Davos         | Švica    |
| 2008/09 | 20. december 2008 | šprint - prosto   | Düsseldorf    | Nemčija  |
| 2008/09 | 25. januar 2009   | šprint - klasično | Otepää        | Estonija |
| 2008/09 | 13. februar 2009  | šprint - prosto   | Valdidentro   | Italija  |
| 2008/09 | 7. marec 2009     | šprint - prosto   | Lahti         | Finska   |
| 2008/09 | 12. marec 2009    | šprint - klasično | Trondheim     | Norveška |
| 2008/09 | 14. marec 2009    | 30 km - klasično  | Trondheim     | Norveška |
| 2008/09 | 18. marec 2009    | šprint - klasično | Stockholm     | Švedska  |
| 2009/10 | 13. december 2009 | šprint - prosto   | Davos         | Švica    |
| 2009/10 | 1. januar 2010    | prolog - prosto   | Oberhof       | Nemčija  |
| 2009/10 | 3. januar 2010    | šprint - klasično | Oberhof       | Nemčija  |
| 2009/10 | 9. januar 2010    | 10 km - klasično  | Val di Fiemme | Italija  |
| 2010/11 | 2. januar 2011    | šprint - klasično | Oberstdorf    | Nemčija  |
| 2010/11 | 5. januar 2011    | šprint - prosto   | Toblach       | Italija  |
| 2010/11 | 23. januar 2011   | šprint - klasično | Otepää        | Estonija |
| 2010/11 | 16. marec 2011    | šprint - klasično | Stockholm     | Švedska  |

- 111 krat se je uvrstila med najboljših 10
- do danes je na odru za zmagovalce stala skupno že 47 krat.
- po številu zmag (24), je trenutno na 4. mestu vseh časov.

### Skupna razvrstitev v svetovnem pokalu
| Sezona    | Sprint | Distanca | Tour De Ski | Skupno |
| --------- | ------ | -------- | ----------- | ------ |
| 1999/2000 | -      | -        | -           | 69.    |
| 2000/01   | 24.    | -        | -           | 34.    |
| 2001/02   | 9.     | -        | -           | 14.    |
| 2002/03   | 22.    | -        | -           | 14.    |
| 2003/04   | 32.    | 21.      | -           | 23.    |
| 2004/05   | 11.    | 18.      | -           | 13.    |
| 2005/06   | 12.    | 10.      | -           | 9.     |
| 2006/07   | 2.     | 8.       | 6.          | 4.     |
| 2007/08   | 1.     | 14.      | 18.         | 5.     |
| 2008/09   | 1.     | 5.       | 3.          | 2.     |
| 2009/10*  | 3.     | 8.       | 2.          | 3.     |
| 2010/11   | 1.     | 13.      | 6.          | 6.     |

- *Zaradi poškodbe je morala izpustiti devet tekem

### Uvrstitve na Olimpijskih igrah
| Država  | Mesto               | Datum       | Disciplina                     | Uvrstitev |
| ------- | ------------------- | ----------- | ------------------------------ | --------- |
| ZDA     | Salt Lake City 2002 | 12. februar | 10 km                          | 8.        |
| ZDA     | Salt Lake City 2002 | 15. februar | Dvojno zasledovanje 2 x 7,5 km | 7.        |
| ZDA     | Salt Lake City 2002 | 21. februar | Štafeta 4 x 5 km               | 9.        |
| ZDA     | Salt Lake City 2002 | 24. februar | 30 km                          | 12.       |
| Italija | Torino 2006         | 12. februar | Dvojno zasledovanje 2 x 7,5 km | 11.       |
| Italija | Torino 2006         | 16. februar | 10 km                          | 6.        |
| Italija | Torino 2006         | 22. februar | Šprint - prosto                | 8.        |
| Italija | Torino 2006         | 24. februar | 30 km                          | 14.       |
| Kanada  | Vancouver 2010      | 17. februar | Šprint - klasično              | 3.        |

### Uvrstitve na Svetovnih prvenstvih FIS
| Država | Mesto                    | Datum       | Disciplina         | Uvrstitev |
| ------ | ------------------------ | ----------- | ------------------ | --------- |
| NOR    | Oslo - Hollmenkolen 2011 | 24. februar | Šprint - prosto    | 3.        |
| NOR    | Oslo - Hollmenkolen 2011 | 28. februar | 10 km              | 13.       |
| NOR    | Oslo - Hollmenkolen 2011 | 2. marec    | Šprint - skupinsko | 5.        |
| NOR    | Oslo - Hollmenkolen 2011 | 3. marec    | štafeta - 4 x 5 km | 7.        |
| ČEŠ    | Liberec 2009             | 24. februar | Šprint - prosto    | 12.       |
| ČEŠ    | Liberec 2009             | 21. februar | 15 km              | 9.        |
| ČEŠ    | Liberec 2009             | 19. februar | 10 km              | 15.       |
| ČEŠ    | Liberec 2009             | 23. februar | Šprint - skupinsko | 9.        |
| JPN    | Saporo 2007              | 3. marec    | 30 km              | 5.        |
| JPN    | Saporo 2007              | 28. februar | 10 km              | 13.       |
| JPN    | Saporo 2007              | 2. marec    | Šprint - skupinsko | 5.        |
| JPN    | Saporo 2007              | 3. marec    | štafeta - 4 x 5 km | 7.        |